# Lenox, New York
Lenox är en kommun (town) i Madison County i delstaten New York. Vid 2010 års folkräkning hade Lenox 9 122 invånare.
Lenox har varit en självständig kommun sedan 1809. Innan dess hörde området till kommunen Sullivan. Wampsville, som ingår i kommunen Lenox, har varit administrativ huvudort i Madison County sedan 1907. International Boxing Hall of Fame finns i Canastota som också ingår i Lenox. Canastota växte på 1800-talet när Eriekanalen byggdes och industrialiseringen framskred.